# Louis Ducruet
Louis Robert Paul Ducruet (26 de novembro de 1992) é o filho da princesa Stéphanie de Mônaco e de Daniel Ducruet, um ex-guarda-costas do Palácio. Apesar de não possuir nenhum título, é o sobrinho do atual príncipe reinante Alberto II de Mônaco e está na linha de sucessão ao trono monegasco.
Ele tem uma irmã, Paulina, nascida em 1994, um meio-irmão, Michaël, fruto da relação anterior de seu pai com Martine Malbouvier, e uma meia-irmã, Camille, fruto da relação de Stéphanie com Jean Raymond Gottlieb. 
Seus pais se casaram em uma cerimônia civil no dia 1º de julho de 1995 e se divorciaram em 1996.

## Biografia

### Nascimento
Por parte de mãe, Louis é um neto do falecido Rainier III, Príncipe Soberano de Mônaco, e da ex-atriz Grace Kelly, Princesa Consorte de Mônaco, também já falecida. 
Ele também é um sobrinho de sangue (por via materna) do atual príncipe reinante Alberto II de Mônaco e da princesa Carolina do Mónaco.
Ele está na linha de sucessão ao trono monegasco por estar ligado por sangue a família principesca monegasca da Casa de Grimaldi.

### Educação
Em dezembro de 2015, formou-se em Gestão Desportiva na Western Carolina University, nos Estados Unidos.
Fala francês e inglês fluentemente, conhece conhece bem o dialeto monegasco, que é o dialeto local de Mônaco e também compreende bem um pouco de alemão e italiano.

### Atividades e interesses
Em 2005 ele participou, com sua irmã (irmã Pauline) e seu pai, do reality show francês "La Ferme Célébrités".
Louis é um grande fã de futebol, torcendo pela Association Sportive de Monaco Football Club com grande entusiasmo. É atualmente presidente da Fundação Esportiva de Mônaco, conforme se descreve em seu perfil no Instagram. 
Além disso, ele costuma colaborar com as causas sociais lideradas por sua mãe, entre elas as da fundação "Fight Aids", e é presença constante em eventos importantes de Mónaco, como o "Influencer Awards Monaco" (fundado por sua irmã Pauline) o Festival Internacional do Circo de Montecarlo e o Dia Nacional.

## Casamento e descendência
Em meados de 2012 Luis conheceu a francesa Marie Hoa Chevallier (nascida em 28 de dezembro de 1992), de ascendência vietnamita, em uma boate em Cannes, na França, quando eram estudantes universitários. Em 2013, o casal publicou uma foto romântica juntos, confirmando as suspeitas de um namoro.
No início de 2016, parte da imprensa especulou sobre um possível casamento de Louis e Marie, já que ela passou a ser vista em sua companhia e em eventos familiares com mais assiduidade.
O noivado, no entanto, só foi anunciado em fevereiro de 2018. O pedido ocorreu durante uma viagem do casal ao Vietnã em 2018. O local foi escolhido por ser o país de origem da mãe da noiva.
O casamento civil aconteceu  em 26 de julho de 2019 na prefeitura de Mônaco e o casamento religioso um dia depois, em 27 de julho de 2019, na Catedral de Nossa Senhora Imaculada de Mônaco.
Em 23 de novembro de 2022, poucos dias depois da imprensa notar que Marie havia aparecido nas celebrações do Dia Nacional ostentando uma barriguinha, Louis utilizou seu Instagram para anunciar que eles esperavam seu primeiro filho. Poucos dias depois ele divulgou na mesma rede sociail que a criança seria uma menina.   
A menina, Victoire, nasceu em 4 de abril de 2023, em Monaco, e fez a princesa Stéphanie ser avó pela primeira fez. 